# Comuna Ivancea, Orhei
Comuna Ivancea este o comună din raionul Orhei, Republica Moldova. Este formată din satele Ivancea (sat-reședință), Brănești și Furceni.

## Demografie
Conform datelor recensământului din 2014, comuna are o populație de 5.032 de locuitori. La recensământul din 2004 erau 5.904 locuitori.

## Administrație și politică
Componența Consiliului local Ivancea (13 consilieri), ales la 5 noiembrie 2023, este următoarea:
|  | Partid                                        | Consilieri | Componență | Componență | Componență | Componență | Componență |
|  | --------------------------------------------- | ---------- | ---------- | ---------- | ---------- | ---------- | ---------- |
|  | Partidul Acțiune și Solidaritate              | 5          |            |            |            |            |            |
|  | Partidul „Renaștere”                          | 4          |            |            |            |            |            |
|  | Partidul Socialiștilor din Republica Moldova  | 2          |            |            |            |            |            |
|  | Partidul Dezvoltării și Consolidării Moldovei | 1          |            |            |            |            |            |
|  | Partidul Comuniștilor din Republica Moldova   | 1          |            |            |            |            |            |